# Wracam
Wracam – dokumentacja nagrań z sesji nagraniowej Józefa Skrzeka zrealizowanej w Polskim Radiu w Katowicach w 1989 roku utwory: (11,12); w 1990 roku utwory: (1-10), oraz utworów: (13-16) zarejestrowanych podczas pracy i pobytu kompozytora w Hamburgu w 1989 roku. Teksty utworów zostały napisane przez Juliana Mateja z wyjątkiem (5,8,9) napisanych przez żonę kompozytora Alinę Skrzek. Publikacja jest ujęta jako dziewiąta płyta z 20 płytowego boxu muzycznego dotyczącego twórczości Józefa Skrzeka zatytułowanego Viator 1973–2007 wydanego przez Metal Mind Productions. 

## Muzycy
- Józef Skrzek – keyboards, perkusja, gitara, gitara basowa, harmonijka, śpiew
- Karina Skrzek – śpiew - utwory: (10-12)

## Lista utworów
1. Niebo najniższe  06:03
2. Za darmo nie ma nic  03:18
3. Pogoda sprzyja nam  03:00
4. Gdy przyjaciel zrzuca twarz  04:51
5. Julia jak gwiazda z nieba  02:18
6. Niespokojnym zwróć spokój  03:12
7. Dyskretny urok świata Lego  03:46
8. Muzykowania kwieciste  05:05
9. Pola szczęścia i tęsknoty  03:38
10. Oczy gwiazdom już otwiera noc  03:46
11. Oczy gwiazdom już otwiera noc 03:25 (utwór dodatkowy)
12. Dzieją się dziwy 04:15 (utwór dodatkowy)
13. Niespokojnym zwróć spokój 03:53 (utwór dodatkowy)
14. Muzykowanie kwieciste 03:45 (utwór dodatkowy)
15. Demo #3 03:51 (utwór dodatkowy)
16. Oczy gwiazdom już otwiera noc 03:34 (utwór dodatkowy)